# Số Atwood
Số Atwood (A) là một số không thức nguyên trong động lực học chất lưu được sử dụng trong nghiên cứu bất ổn định thủy động lực học trong dòng chảy phần tần khối lượng riêng. 
Số Atwood là một tỷ lệ khối lượng riêng không thứ nguyên được định nghĩa bằng công thức
{\displaystyle \mathrm {A} ={\frac {\rho _{1}-\rho _{2}}{\rho _{1}+\rho _{2}}}}
trong đó
{\displaystyle \rho _{1}} = khối lượng riêng của chất lưu nặng hơn
{\displaystyle \rho _{2}} = khối lượng riêng của chất lưu nhẹ hơn

## Ứng dụng
Số Atwood là một tham số quan trọng trong nghiên cứu bất ổn định Rayleigh–Taylor và bất ổn định Richtmyer–Meshkov. Trong bất ổn định Rayleigh–Taylor, 
quãng đường xâm nhập của bong bóng chất lưu nặng vào chất lưu nhẹ là một hàm của quy mô thời gian gia tốc, {\displaystyle \mathrm {A} gt^{2}}  trong đó g là gia tốc trọng trường và t là thời gian.